# Ministère des Travaux publics, Transports et Communications
Le Ministère des Travaux Publics Transports et Communications (MTPTC) est un ministère haïtien responsable des Travaux publics, des Transports et des Communications sous la direction du Premier ministre.

## Missions
Le ministère assure les missions de direction des travaux Publics, des transports terrestre, maritime et aérien, et des  télécommunications.
Il a la responsabilité de la réalisation de l’étude et la planification, l’exécution, l’entretien, le contrôle, la supervision et l’évaluation de toutes les infrastructures physiques relatives :
- Aux équipements urbains et ruraux ;
- Aux routes, ports et aéroports ;
- Aux systèmes de télécommunications ;
- Aux systèmes d’alimentation en eau potable ;

Il doit établir les règlements d’urbanisme et les normes techniques de construction, règlementer et contrôler la réalisation des services fournis par des entités publiques et privées agissant dans les différents domaines relevant de sa compétence.

## Organisation
Le ministère comprend: 
- la direction générale
- les quatre directions centrales
- la direction des Travaux Publics
- la direction des Transports
- la direction des Communications
- la direction Administrative
- les dix directions départementales

De plus ministère assure la tutelle d'un ensemble d'organismes autonomes chargés de :
- La distribution de l'eau potable (DINEPA)
- La régulation des opérateurs de télécommunications (CONATEL)
- L'entretien des routes (Fonds d'entretien Routier)
- Le contrôle de la qualité des infratructures en construction et l’application des normes en matière de bâtiments (LNBTP).
- L’exploitation des ressources minérales et énergétiques (Bureau des Mines et de l'Énergie).